# Lazy (Irving-Berlin-Lied)
Lazy ist ein Lied, das Irving Berlin verfasste und 1924 veröffentlichte.

## Hintergrund
Irving Berlin hatte die Idee zu Lazy während eines Floridaurlaubs, der wie nur wenige seiner Lieder seine persönliche Situation reflektierte, „in seiner ruhigen Nachdenklichkeit, seiner Klarheit über die Stimmung des Charakters und seinem vertieften Sinn für die vergangene Zeit im zweiten Vers, der beginnt mit Life is short / and getting shorter, was ihn melancholisch genug macht, um an die großartigen Kitschballaden (sob ballads) von Berlin aus den 1920ern zu denken, wie  What'll I Do, Remember, How About Me? und All Alone.“
Der Liedtext war ein Tribut Berlins an seine Songwriter-Kollegen George S. Kaufman und Marc Connelly, die 1923 Songs für das erfolglose Stück The Deep Tangled Wildwood geschrieben hatten; Berlins Textzeile To peep / Through the deep / Tangled wildwood bezieht sich auf das Gedicht The Old Oaken Bucket (1818) von Samuel Woodworth (1784–1842).

## Erste Aufnahmen und spätere Coverversionen
Zu den Musikern, die den Song ab 1924 aufnahmen, gehörten in den Vereinigten Staaten Al Jolson selbst, der mit der Schallplatte in den US-Charts erfolgreich war, ferner Blossom Seeley, Paul Whiteman, Roy B. Carson und die Brox Sisters (Victor 19298), Martha Pryor, die California Ramblers, Bailey's Lucky Seven (eine Gennett-Studioband um Phil Napoleon, Miff Mole, Frank Signorelli), Vincent Lopez, in Berlin das Alex Hyde New York Orchestra. Der Diskograf Tom Lord listet im Bereich des Jazz insgesamt 46 (Stand 2015) Coverversionen, u. a. von Bob Crosby, Bing Crosby, Peanuts Hucko, Ella Fitzgerald, Helen Ward, Peanuts Hucko, Dave McKenna, Ruby Braff, George Chisholm, Sy Oliver, Kenny Davern und Dick Hyman. Marilyn Monroe interpretierte ihn 1954 in dem Spielfilm There's No Business Like Show Business.